# Bão tuyết

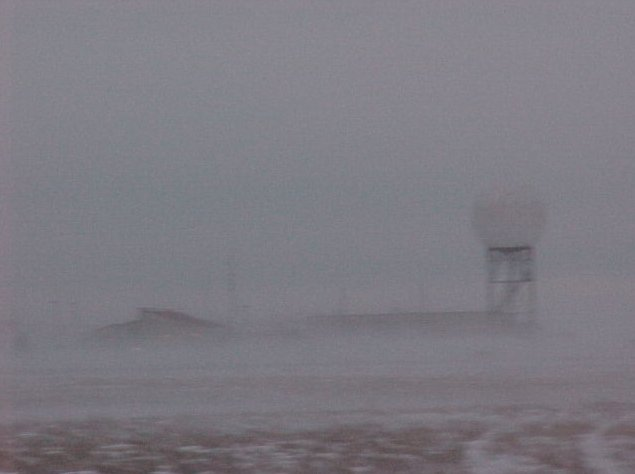
Tầm nhìn giảm trong một cơn bão tuyết

Bão tuyết là một hiện tượng đặc trưng bởi sức gió mạnh ít nhất là 56 km/h và kéo dài trong một thời gian dài - thường là ba giờ hoặc hơn. Hiện tượng bão tuyết luôn đi kèm theo mưa tuyết, gió thổi mạnh với giật tốc độ lên tới 200 km/giờ, có thể làm nhiệt độ hạ thấp gần -50 °C.

## Định nghĩa
Bão tuyết có hai ý nghĩa hơi khác nhau. Theo một định nghĩa, điều kiện bão tuyết có thể xảy ra mà không có tuyết rơi. Ý nghĩa phổ biến khác của bão tuyết là một mùa đông lạnh, cơn bão tích lũy tuyết rơi lớn, thường kết hợp với gió mạnh thổi gây ra và trôi tuyết. Đây là một thiên tai vô cùng nguy hiểm. Một vài các trận bão tuyết tồi tệ nhất ở Mỹ xảy ra vào năm 1888 và năm 1977. Một trận bão tuyết năm 1972 ở Iran dẫn đến khoảng 4.000 ca tử vong.

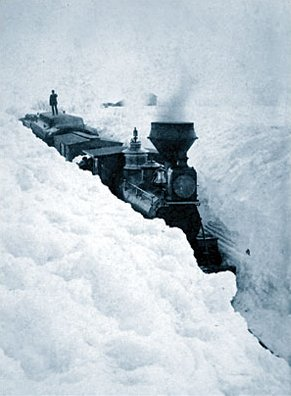
Tàu bị mắc kẹt trong tuyết

## Tác động
Bão tuyết gây ra sự ùn tắc giao thông, những ngôi nhà, công trình nhẹ không chịu được sức nặng của tuyết đã đổ sập. Hơn nữa, du khách leo núi cũng gặp tai nạn do tuyết lở.
Một trận bão tuyết nghiêm trọng có sức gió trên 72 km/h, và nhiệt độ -12 °C (10 °F) hoặc thấp hơn. Ở Nam Cực, những trận bão tuyết được kết hợp với gió tràn trên các cạnh của cao nguyên đá ở một vận tốc trung bình 160 km (khoảng 100 dặm) mỗi giờ.